# 聖查爾斯 (明尼蘇達州)
聖查爾斯（英語：St. Charles）是一個位於美國明尼蘇達州威諾納縣的城市。

## 歷史
聖查爾斯的郵局自1855年營運至今。此地得名自嘉祿·鮑榮茂（Charles Borromeo）。

## 人口
根據2020年美國人口普查的數據，聖查爾斯的面積為9.79平方千米，皆為陸地。當地共有人口3990人，而人口密度為每平方千米408人。